# Hasnæsskibet
Hasnæsskibet er et vrag fundet på sydenden af halvøen Hasnæs ved Ebeltoft i Danmark. Vragresterne viste, at skibet, som lå delvist ophugget og forladt på stranden, var et krigsskib fra vikingetiden.

## Hasnæs
Halvøen Hasnæs på den jyske østkyst mellem Ebeltoft vig og Kattegat har et specielt terræn: Mod syd lå en bred slette af strandklitter, som var udgravet. Der blev fundet vragrester af både og skibe; nogle var fjernet og genfundet og dokumenteret. Kun to vrag er grundigt undersøgt og dokumenteret ved en arkæologisk udgravning i i 1961.

## Hasnæs I
Det første er et mindre fartøj Hasnæs-båden bygget af egetræ med surrede spanter, brudstykker af bordlægningen og to åretoller. Det er dateret til cirka 500-600 e.Kr. Resterne blev fundet omkring 160 m fra den nuværende kystlinjen ved Øer hage.

## Hasnæs II
Større vragrester blev fundet i sandet omkring 50 m fra kystlinjen ved Øer hage. Det største fartøj blev kaldt Hasnæsskibet, som formodentlig var et krigsskib af samme type som Skuldelev 3 og Skuldelev 5 fra vikingetiden. Dateringen af vragresterne viste, at skibet var bygget omkring år 990.
Meget lidt er bevaret, men der er fundet et kølsvin med en "sliske" ned mod mastesporet og en langsgående forstærkning på cirka 8,5 m, et træk som er karakteristisk for de store langskib som en skeide. Afstanden mellem spanterne var 80-83 cm, dermed kendte man vikingeskibets rum-afstanden mellem roere.
På stranden var skibet trukket op og delvist ophugget. Spor efter ophuggerens økse kunne ses på de enkelte dele under udgravningen i 1961.